# Dorino I Gattilusio
Dorino I Gattilusio (Mitilene, 1390 circa – Mitilene, 30 giugno 1455) fu signore di Lesbo, Lemno, Imbro, Thasos e di Samotracia, dal 1428 al 1455, successo al trono dopo la morte del fratello Giacomo I Gattilusio.

## Biografia
Vassallo dell'impero ottomano, durante il suo regno, gli ottomani reclamarono un tributo più alto di quello chiesto ai suoi predecessori.
Alla sua morte, il 30 giugno 1455, il regno venne suddiviso tra i suoi tre figli maschi. Domenico Gattilusio e il fratello Niccolò Gattilusio, divennero signori di Lesbo, mentre Francesco III Gattilusio divenne signore di Thasos. Dorino ebbe anche tre figlie femmine, Maria Gattilusio, di cui abbiamo notizie fino al 1462 e che andò in moglie al desposta di Trebisonda Alessandro; Ginevra Gattilusio, che sposò Giacomo II Crispo, duca dell'Arcipelago dal 1426 fino al 1477; Caterina Gattilusio, che morì nel 1441 dopo aver sposato nel 1440 il despota Costantino XI Paleologo, futuro imperatore bizantino.

## Ascendenza
|                                           |                                  |                                             | Genitori                                    |  |  | Nonni |  |  | Bisnonni      |  |  | Trisnonni           |  |
|                                           |                                  |                                             |                                             |  |  |       |  |  | N. Gattilusio |  |  | Luchetto Gattilusio |  |
|                                           |                                  |                                             |                                             |  |  |       |  |  | N. Gattilusio |  |  | Luchetto Gattilusio |  |
|                                           |                                  | Eleonora Doria                              |                                             |  |  |       |  |  | N. Gattilusio |  |  |                     |  |
| Francesco I Gattilusio, signore di Lesbo  |                                  |                                             |                                             |  |  |       |  |  | N. Gattilusio |  |  |                     |  |
|                                           |                                  | …                                           | …                                           |  |  |       |  |  |               |  |  |                     |  |
|                                           |                                  | …                                           | …                                           |  |  |       |  |  |               |  |  |                     |  |
|                                           |                                  | …                                           | …                                           |  |  |       |  |  |               |  |  |                     |  |
| Francesco II Gattilusio, signore di Lesbo |                                  | …                                           |                                             |  |  |       |  |  |               |  |  |                     |  |
|                                           |                                  | Andronico III Paleologo, basileus dei Romei | Michele IX Paleologo, co-basileus dei Romei |  |  |       |  |  |               |  |  |                     |  |
|                                           |                                  | Andronico III Paleologo, basileus dei Romei | Michele IX Paleologo, co-basileus dei Romei |  |  |       |  |  |               |  |  |                     |  |
|                                           |                                  | Andronico III Paleologo, basileus dei Romei | Rita d'Armenia                              |  |  |       |  |  |               |  |  |                     |  |
| Irene Paleologa                           |                                  | Andronico III Paleologo, basileus dei Romei |                                             |  |  |       |  |  |               |  |  |                     |  |
|                                           |                                  | Anna di Savoia                              | Amedeo V, conte di Savoia                   |  |  |       |  |  |               |  |  |                     |  |
|                                           |                                  | Anna di Savoia                              | Amedeo V, conte di Savoia                   |  |  |       |  |  |               |  |  |                     |  |
|                                           |                                  | Anna di Savoia                              | Maria di Brabante                           |  |  |       |  |  |               |  |  |                     |  |
| Dorino I Gattilusio, signore di Lesbo     |                                  | Anna di Savoia                              |                                             |  |  |       |  |  |               |  |  |                     |  |
|                                           | Dorino I Doria, signore di Loano | Corrado I Doria, signore di Loano           |                                             |  |  |       |  |  |               |  |  |                     |  |
|                                           | Dorino I Doria, signore di Loano | Corrado I Doria, signore di Loano           |                                             |  |  |       |  |  |               |  |  |                     |  |
|                                           | Dorino I Doria, signore di Loano | Ginevra Doria                               |                                             |  |  |       |  |  |               |  |  |                     |  |
| Dorino II Doria, signore di Loano         | Dorino I Doria, signore di Loano |                                             |                                             |  |  |       |  |  |               |  |  |                     |  |
|                                           |                                  | Ginevra N.                                  | …                                           |  |  |       |  |  |               |  |  |                     |  |
|                                           |                                  | Ginevra N.                                  | …                                           |  |  |       |  |  |               |  |  |                     |  |
|                                           |                                  | Ginevra N.                                  | …                                           |  |  |       |  |  |               |  |  |                     |  |
| Valentina Doria                           |                                  | Ginevra N.                                  |                                             |  |  |       |  |  |               |  |  |                     |  |
|                                           |                                  | Brancaleone II Doria, conte di Monteleone   | Brancaleone I Doria                         |  |  |       |  |  |               |  |  |                     |  |
|                                           |                                  | Brancaleone II Doria, conte di Monteleone   | Brancaleone I Doria                         |  |  |       |  |  |               |  |  |                     |  |
|                                           |                                  | Brancaleone II Doria, conte di Monteleone   | Giacomina N.                                |  |  |       |  |  |               |  |  |                     |  |
| Violante Doria                            |                                  | Brancaleone II Doria, conte di Monteleone   |                                             |  |  |       |  |  |               |  |  |                     |  |
|                                           |                                  | Eleonora, giudicessa d'Arborea              | Mariano IV, giudice d'Arborea               |  |  |       |  |  |               |  |  |                     |  |
|                                           |                                  | Eleonora, giudicessa d'Arborea              | Mariano IV, giudice d'Arborea               |  |  |       |  |  |               |  |  |                     |  |
|                                           |                                  | Eleonora, giudicessa d'Arborea              | Timbora di Roccaberti                       |  |  |       |  |  |               |  |  |                     |  |
|                                           |                                  | Eleonora, giudicessa d'Arborea              |                                             |  |  |       |  |  |               |  |  |                     |  |